# Mesangio
All'interno del glomerulo renale, il mesangio è costituito dall'insieme di particolari cellule, dette cellule mesangiali, disposte intorno ai capillari glomerulari ed immerse in una matrice amorfa, la matrice mesangiale.

## Struttura

Posizione del mesangio all'interno del corpuscolo renale: 5a indica il mesangio intraglomerulare, 5b il mesangio extraglomerulare.

Le cellule mesangiali hanno forma irregolare e nucleo denso. Il citoplasma avvolge con i suoi prolungamenti le pareti dei capillari glomerulari, insinuandosi fra l'endotelio e la membrana basale. La presenza di filamenti di actina e miosina conferisce a queste cellule una certa capacità contrattile. Esse sono più numerose in prossimità del polo vascolare del corpuscolo renale, dove sono in rapporto di contiguità con altre cellule simili, poste al di fuori del corpuscolo, tra l'arteriola afferente e quella efferente. Quest'ultimo gruppo di cellule, nel suo complesso, prende il nome di mesangio extraglomerulare ed appartiene funzionalmente all'apparato iuxtaglomerulare.
La matrice mesangiale è una sostanza amorfa che contiene glicosaminoglicani, fibronectina e laminina. Si credeva che fossero i podociti e le cellule endoteliali glomerulari a formarla, ma in realtà oggi si ritiene che sia prodotta dalle stesse cellule mesangiali.

## Funzione
Le cellule mesangiali, contraendosi e rilasciandosi, possono regolare il calibro dei capillari glomerulari. In particolare, la contrazione di queste cellule determina una riduzione dell'afflusso di sangue all'interno del glomerulo, con conseguente riduzione della filtrazione renale e quindi dell'escrezione di acqua, sodio e altre sostanze.
Queste cellule hanno anche un ruolo nei meccanismi dell'infiammazione e dell'immunità, in quanto possono sintetizzare citochine, chemochine e fattori di crescita, sostanze coinvolte anche nella patogenesi delle glomerulonefriti (specialmente nel caso della glomerulonefrite di Berger e della glomerulonefrite post-streptococcica).
Infine, come è stato dimostrato nelle colture cellulari, le cellule mesangiali sono dotate di attività fagocitaria nei confronti di proteine, immunocomplessi e particelle colloidali presenti nella matrice e provenienti dal circolo ematico.

## Patologia
Il mesangio rappresenta una delle possibili sedi di deposito degli immunocomplessi in alcune glomerulonefriti. In particolare, nella glomerulonefrite a depositi mesangiali di IgA (malattia di Berger), la deposizione nel mesangio di immunocomplessi formati in circolo (o la loro formazione in situ) provoca inizialmente la lisi delle cellule mesangiali; quindi una aumentata proliferazione delle stesse, indotta da fattori di crescita come il PDGF prodotto in seguito all'infiammazione; infine una sclerosi fibrosa, indotta dal TGF-β prodotto dalle stesse cellule mesangiali.